# Rathausstraße (Wien)

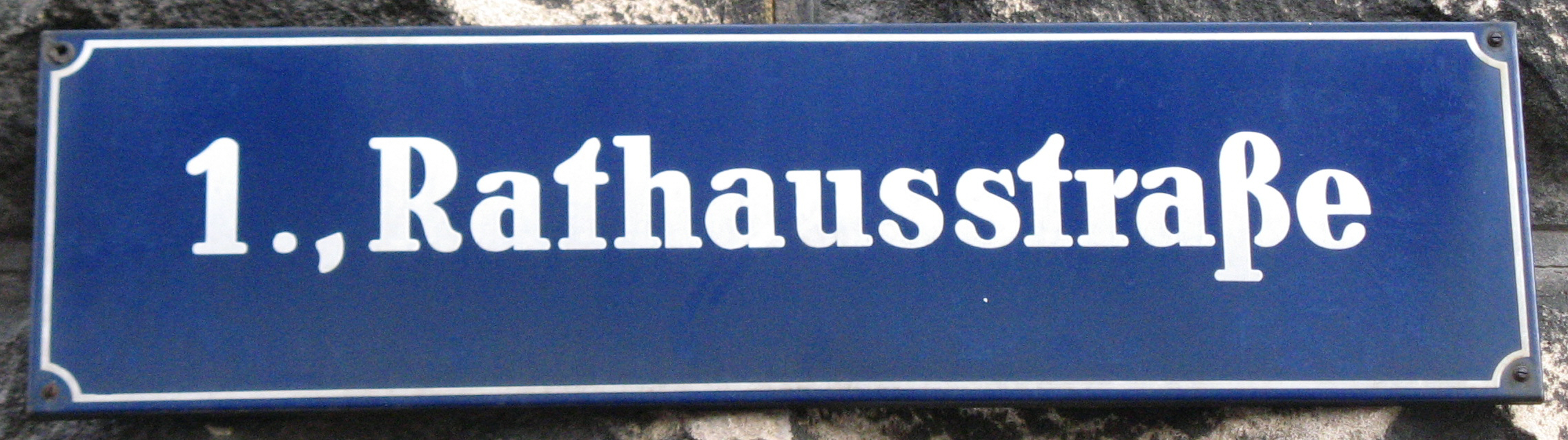
Straßentafel Rathausstraße

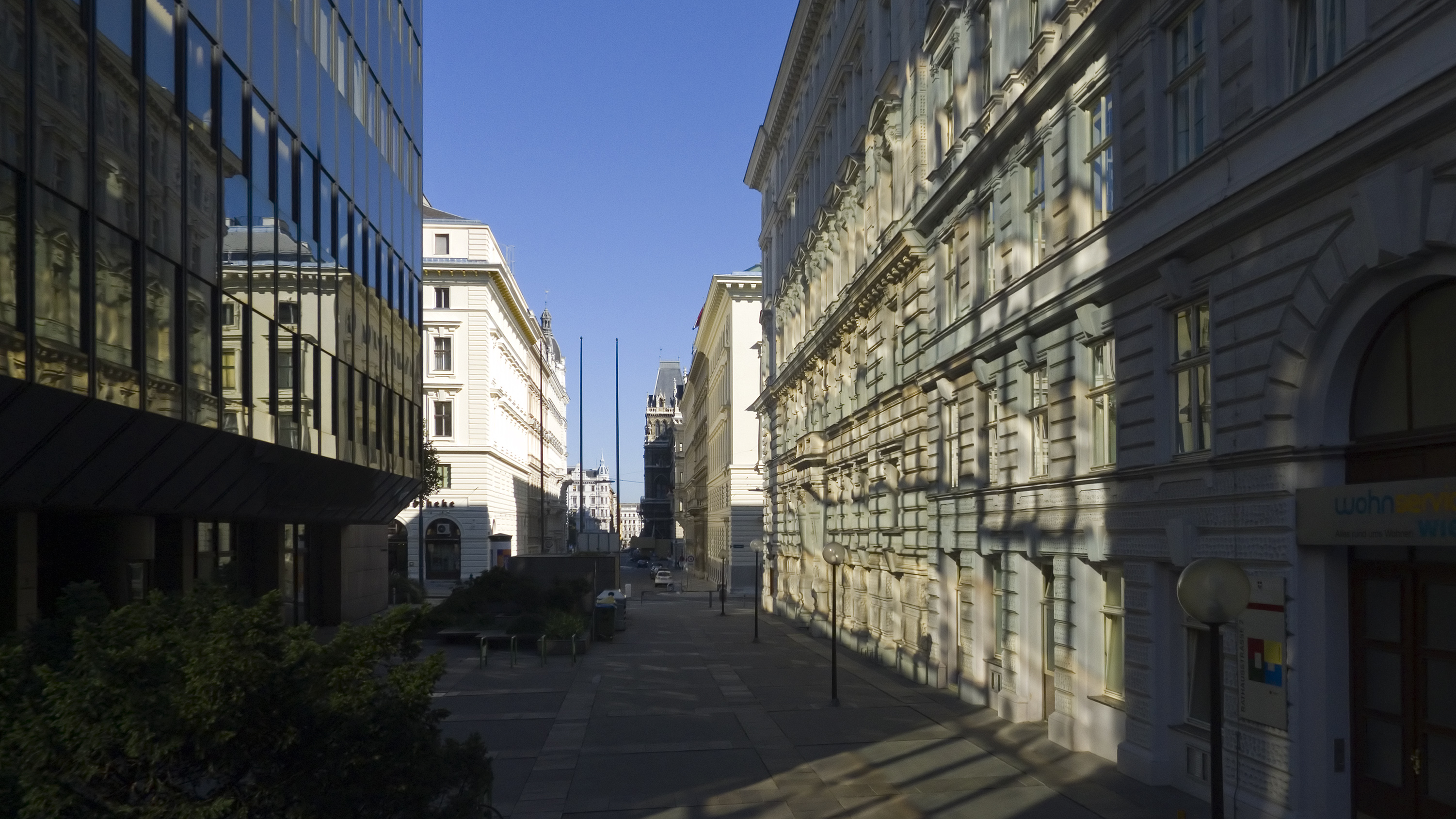
Die Rathausstraße bei der Doblhoffgasse Richtung Norden

Die Rathausstraße befindet sich im 1. Wiener Gemeindebezirk Innere Stadt. Sie wurde nach dem Wiener Rathaus benannt, an dessen Rückseite sie verläuft.

## Geschichte
Die Rathausstraße befindet sich inmitten des sogenannten Rathausviertels, das von Schmerlingplatz, Landesgerichtsstraße, Universitätsstraße und Ringstraße begrenzt wird und an Stelle eines ehemaligen Exerzier- und Paradeplatzes ab 1870 angelegt wurde. In der Mitte des Viertels liegt das Wiener Rathaus. Während der Planungsphase trug zunächst die heutige Landesgerichtsstraße den Namen Rathausstraße (von 1872 bis 1876). Nachdem man 1873 mit dem Bau des Neuen Rathauses begonnen hatte, nannte man die parallel zur Landesgerichtsstraße verlaufende und unmittelbar die Rückseite des Rathauses tangierende Straße Rathausstraße. Seit 1907 wird sie durch den Friedrich-Schmidt-Platz unterbrochen, der zwischen Rathaus und Landesgerichtsstraße liegt.

## Verlauf und Charakteristik
Die Rathausstraße beginnt bei der Doblhoffgasse im Süden und verläuft parallel zur Ringstraße bis zur Universitätsstraße im Norden. Unterbrochen wird sie durch den Friedrich-Schmidt-Platz beim Rathaus. Die Straße besitzt, wie das gesamte Rathausviertel, einen einheitlichen Charakter, der auf die Gesamtplanung des Gebietes durch Franz von Neumann zurückzuführen ist, obwohl die einzelnen Gebäude von verschiedenen Architekten geplant wurden. Die Gebäude sind durchwegs im historistischen Stil in den 1880er Jahren entstanden. Zurückgehend auf Kriegsschäden im Zweiten Weltkrieg gibt es lediglich am Beginn und am Ende der Straße Ausnahmen in Gestalt von Neubauten, die das Ensemble stören.
Die Rathausstraße wird als Einbahnstraße geführt und ist am Beginn zwischen Doblhoffgasse und Stadiongasse als Fußgängerzone für den Verkehr gesperrt. Es gibt keinerlei öffentlichen Verkehr auf diesem Straßenabschnitt. In der ruhigen Straße befinden sich hauptsächlich repräsentative Amtsgebäude der Stadt Wien, von der Universität Wien genutzte Bauten, Kanzleien und auch Wohnungen, hingegen fast keine Geschäftslokale.

## Bemerkenswerte Gebäude

### Nr. 1: Ehem. Amtshaus

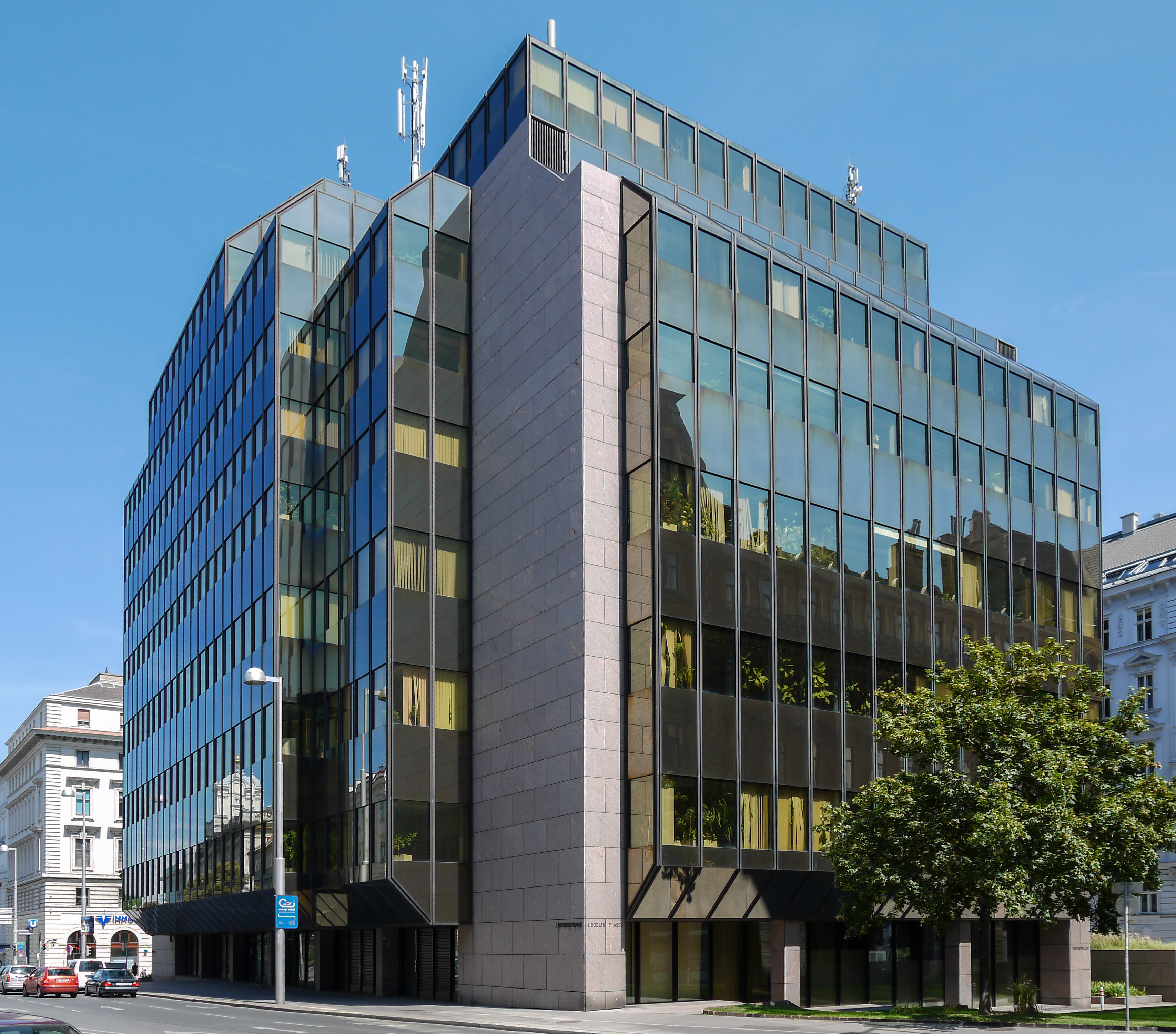
Rathausstraße 1 (1976–1980), Amtshaus von Harry Glück, 2017 abgerissen

Das Gebäude aus den Jahren 1976–1980, das 2017 abgerissen wurde, bildete den auffälligsten Fremdkörper im historistischen Ensemble der Rathausstraße. Es wurde von den Architekten Harry Glück, Werner Höfer und Tadeusz Spychała geplant und nahm als Amtshaus der Stadt Wien den gesamten Häuserblock zwischen Rathausstraße, Doblhoffgasse, Auerspergstraße und Stadiongasse ein. Es handelte sich um einen Stahlbetonbau, der mit rosafarbenem Granit verkleidet war und ringsum eine getönte Glasfassade besaß. Bis 2013 beherbergte das Gebäude das Rechenzentrum der Stadt Wien. Der ursprüngliche Entwurf für den Nachfolgebau musste angepasst werden, nachdem sich Anrainer um die Sichtachse von der Josefstädter Straße zum Stephansdom sorgten. Ende 2016 übernahm die BUWOG Group die Projektgesellschaft und plante, hier ein neues Kunden- und Verwaltungszentrum zu errichten. Der Neubau wurde 2021 bezugsfertig.

### Nr. 2
Das Eckhaus zur Doblhoffgasse wurde 1887/88 von Ludwig Zatzka geplant. Es ist späthistoristisch und in Formen der Neorenaissance erbaut. Das klar und einfach gegliederte Haus weist lediglich einen Eckrisalit mit Riesenpilastern auf sowie an den Gesimskonsolen Fratzenköpfe.

### Nr. 3: Otto Wagner
Das Gebäude Ecke Stadiongasse 10 / Landesgerichtsstraße wurde 1880 von Otto Wagner erbaut.

### Nr. 4
Nur knapp vor Haus Nr. 2 entstand 1886/1887 dieses strenghistoristische Gebäude nach Plänen von Ladislaus Boguslawski. Seine Formen entsprechen der Neu-Wiener Renaissance. Es besitzt einen Eckrisalit und ein bemerkenswertes Portal, das durch Pilaster gerahmt ist und Karyatidhermen auf Konsolen. Die Einfahrt ist durch Pilaster gegliedert und besitzt eine Pendentifkuppel zwischen Tonnengewölben, die durch Groteskenmalerei geschmückt ist. Die Hofeinfahrt zieren ein polychrom bemaltes Lünettenfenster und Ätzglasverzierungen.

### Nr. 5
Dieses Haus wurde 1882/1883 von Hermann Krackowizer erbaut.

### Nr. 6
Dieses Haus beherbergt im Souterrain seit 2006 das Metalab.

### Nr. 7
Dieses Haus Ecke Friedrich-Schmidt-Platz 2, dort arkadiert, wurde 1882 von Dionys Milch und Heinrich Hellin erbaut.

### Nr. 8
Das strenghistoristische Durchhaus wurde 1880–1883 von Johann Schieder erbaut. Auch hier finden wir bereits Formen der Neu-Wiener Renaissance mit additiven Ädikulafenstern und einem Balkon auf Konsolen über einem mächtigen Säulenportal.

### Nr. 9: Ehemaliges Obentraut-Palais
Dieses Gebäude wurde 1882/83 von Ladislaus Boguslawski Ecke Friedrich-Schmidt-Platz 8–9 erbaut. Auftraggeberin war Hedwig von Obentraut (geb. Münzberg), Gattin des Politikers und Verwaltungsbeamten Adolf von Obentraut (1833–1909).

### Nr. 10
Die Seite eines der Arkadenhäuser, Lichtenfelsgasse 7. Es wurde 1888 von Wilhelm Stiassny errichtet.

### Nr. 11
Dieses Gebäude, 1882/83 von Ladislaus Boguslawski errichtet, besticht vor allem durch sein hohes Ädikulaportal, das eine Oberlichte und einen gesprengten Giebelaufsatz mit Kartusche besitzt. Die Einfahrt ist pilastergegliedert. In ihr finden sich Kuppel- und Tonnengewölbe, die Seiten sind durch Büsten und Reliefmedaillons geschmückt, der Stiegenaufgang ist stuckiert.

### Nr. 12: Rathaus (Rückseite)
Hier liegt die Rückseite des 1872–1883 von Friedrich von Schmidt erbauten Wiener Rathauses. Seit den 1970er Jahren befindet sich hier nicht nur ein öffentlicher Zugang zum Rathaus, sondern auch der städtische Informationsservice, einst Rathausinformation, heute Stadtinformation genannt. Ursprünglich war dieser Eingang vor allem für die zu Sitzungen kommenden Gemeinderäte bestimmt, die hier direkte Stiegen zum Sitzungssaal vorfinden.

### Nr. 13: Ehemaliges Wohnhaus Stiassny
Das Eckhaus zur Grillparzerstraße wurde 1881/1882 von Wilhelm Stiassny als eigenes Wohnhaus (offiziell für seine Frau, Julia Stiassny geb. Taussig) errichtet. Der strenghistoristische Stil ist heute nur mehr bis zum 1. Stock erkennbar, darüber wurde das Haus nach dem Krieg abfassadiert. Noch erhalten sind das Halbsäulenportal und die stuckierte Einfahrt mit Pilastergliederung. Darin befinden sich Ädikulen mit Büsten, Puttenmedaillons, ein kassettiertes Tonnengewölbe mit Rosetten und eine Pendentifkuppel.
In dem Hochparterre des Hauses Rathausstrasse 13 befand sich das „alte Jüdische Museum“, welches als weltweit erstes Jüdische Museum 1893 gegründet und am 1. November 1895 eröffnet wurde. Im Februar 1902 übersiedelte das Museum in die Krugerstraße 8, im November 1902 in die Praterstraße 23, im Mai 1908 in die Praterstraße 28, und 1911 schließlich in die Malzgasse 16, wo es 1938 von den Nationalsozialisten geschlossen wurde.
Eine Gedenktafel erinnert an den Arzt Constantin von Economo.

### Nr. 14–16: Städtisches Amtshaus
Dieses Gebäude wurde 1913–1918 von August Kirstein erbaut; sein Haupteingang liegt an der Felderstraße 6–8.

### Nr. 15–17: Ehemaliges Haus Königswarter

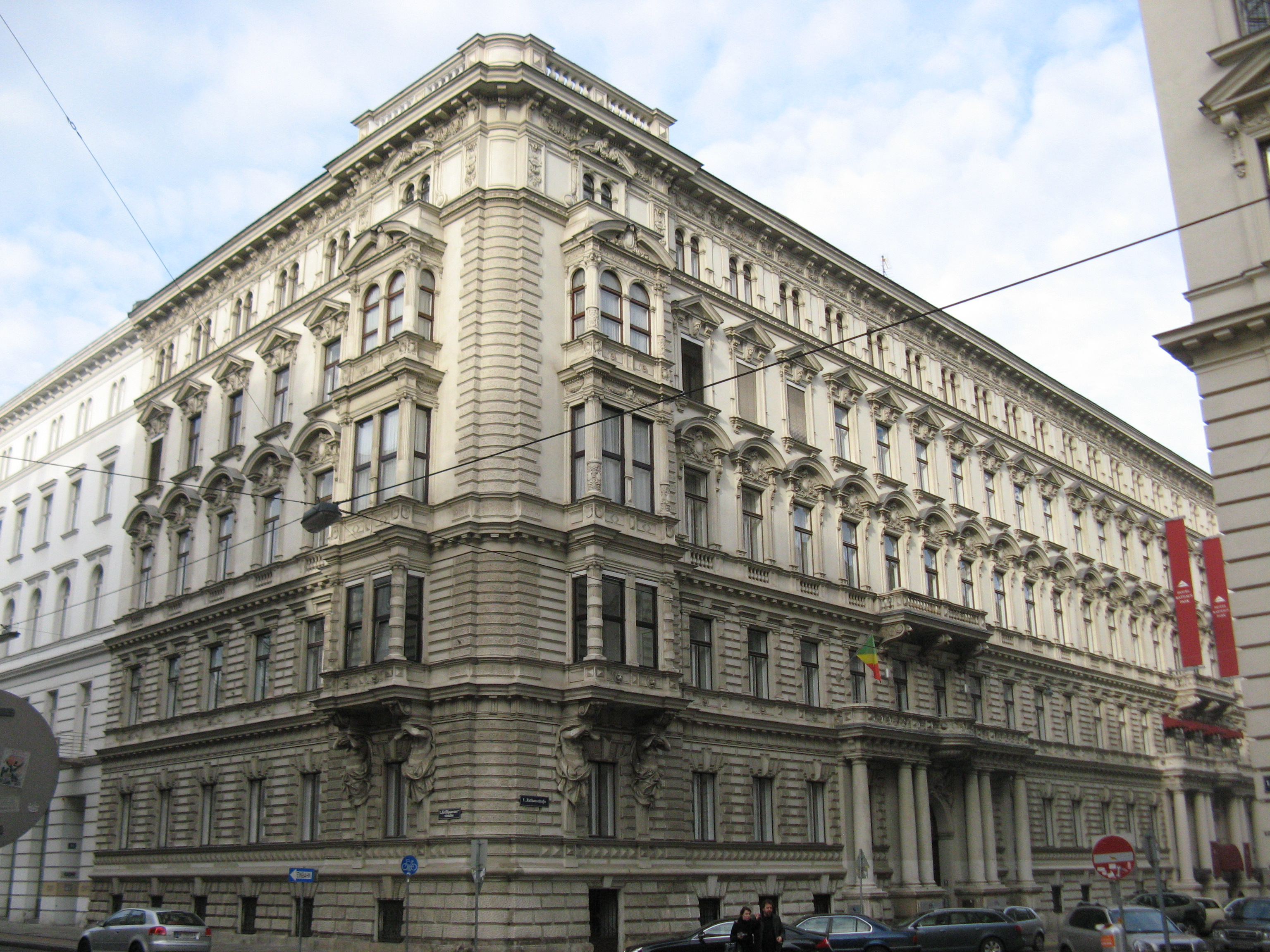
Rathausstraße 15–17 (1881) von Wilhelm Stiassny

Das repräsentativste Gebäude in der Rathausstraße ist das 1881 von Wilhelm Stiassny erbaute palaisartige Doppelhaus für den Bankier Freiherrn Moritz von Königswarter. Es nimmt die gesamte Länge des Häuserblocks zwischen Felderstraße und Grillparzerstraße ein und ist somit nach drei Seiten freistehend. Wie die meisten Gebäude hier wurde es in Formen der Neu-Wiener Renaissance errichtet. Es finden sich dreigeschoßige Erker auf Hermen und toskanische Säulenportale mit Spandrillenfiguren. Die Foyers sind stuckiert sowie pilaster- und arkadengegliedert und zeigen ebenfalls Spandrillenfiguren. Hier wohnte 1898 Stefan Zweig mit seinen Eltern.
Auf Nr. 17 ist heute ein Hotel untergebracht.

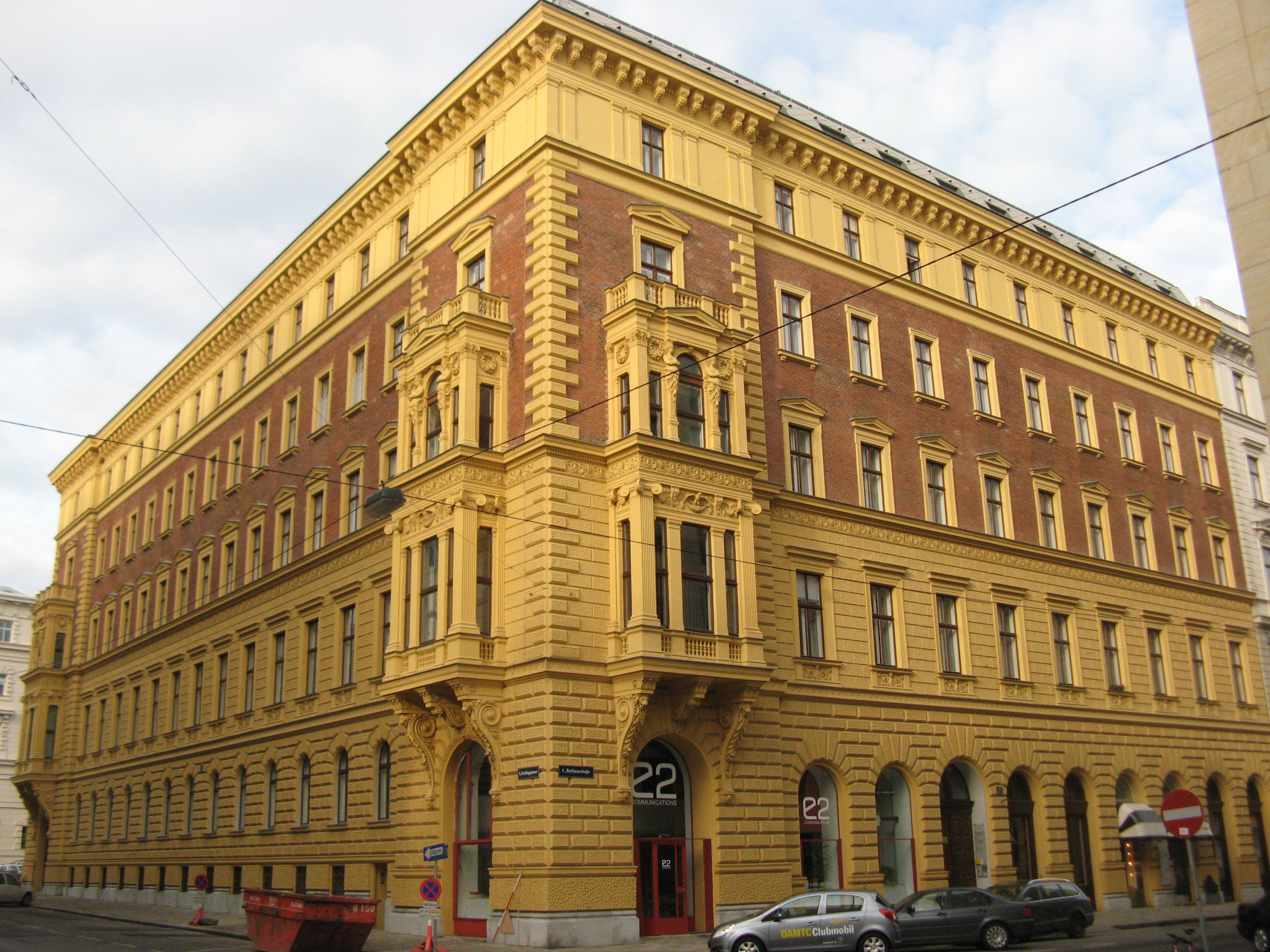
Rathausstraße 19 (1881/82) von Ludwig Richter

### Nr. 19
Das Gebäude wurde 1881/82 von Ludwig Richter an der Ecke zur Liebiggasse 8 erbaut.

### Nr. 20: Ehemaliges Wohnhaus Nemelka

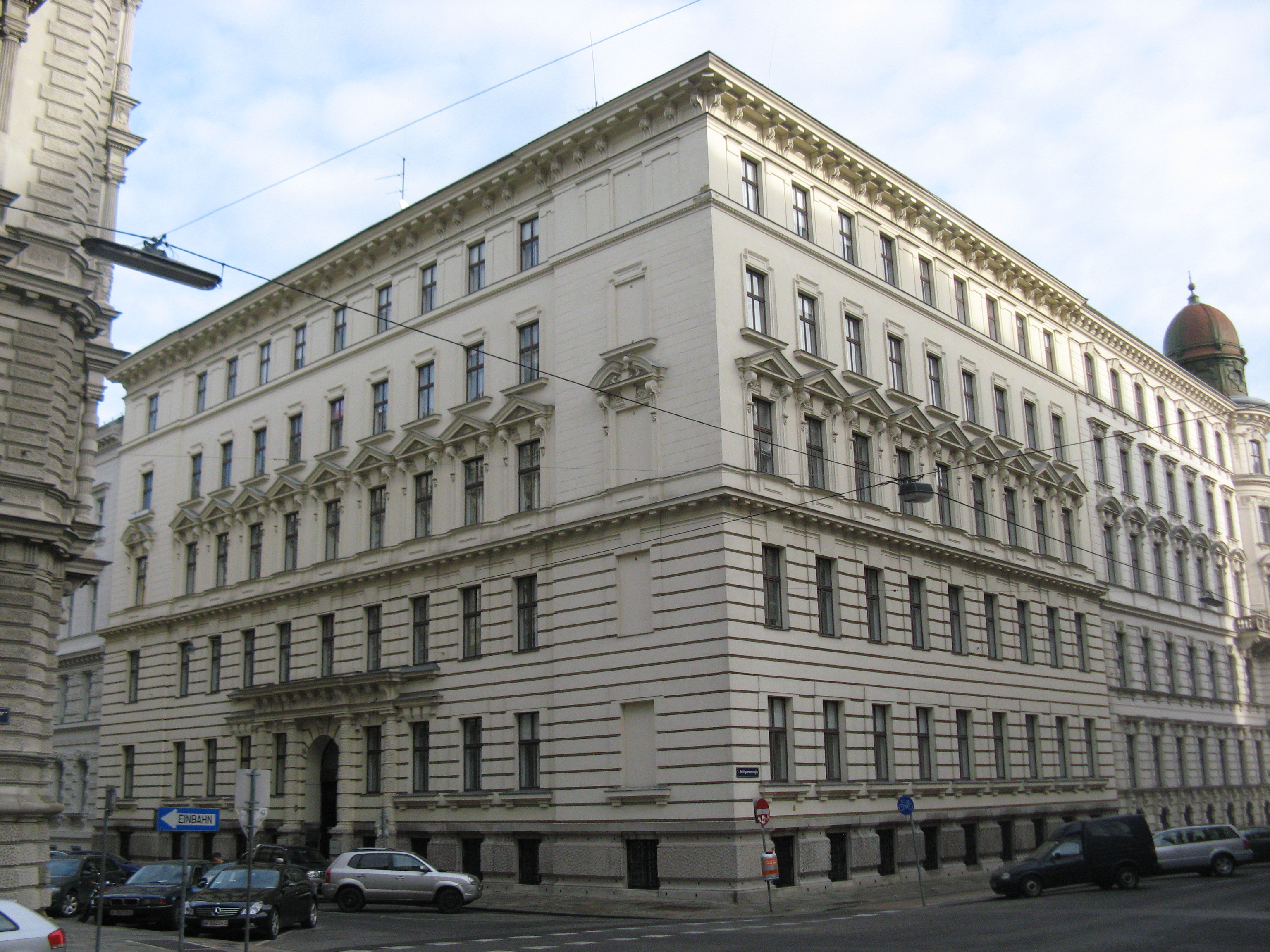
Rathausstraße 20 (1885/86) von Ladislaus Boguslawski

Das Eckhaus zur Grillparzerstraße wurde 1885/1886 von Ladislaus Boguslawski im Stil der Neu-Wiener Renaissance errichtet. Es besitzt seichte Seitenrisalite und eine hohe gebänderte Sockelzone. Das toskanische Halbsäulenportal ist ebenfalls gebändert, das Foyer dahinter stuckiert, pilaster- und arkadengegliedert mit Ädikulen.
Zum Familiennamen Nemelka findet sich im Historischen Lexikon Wien nur der Simmeringer Fabrikant und Wohltäter Lorenz Nemelka (1819–1897), Besitzer einer Maschinen- und Mühlenbaufabrik im 11. Bezirk.

### Nr. 21
Das Eckhaus zur Universitätsstraße stammt von Anton Adametz und wurde 1880/81 als eines der ersten Häuser der Rathausstraße errichtet. Wie auch die späteren Gebäude ist es im Stil der Neu-Wiener Renaissance gestaltet. Es besitzt einen Eckrisalit und ein ionisches Säulenportal mit Spandrillenfiguren. Im Hof befindet sich ein Brunnen mit einer Ädikulanische und der Figur eines Mädchens mit Amphore. Die Einfahrt ist pilastergegliedert, die Ädikulanischen sind mit Stuckmarmor verkleidet, das Vestibül weist ionische Stuckmarmorsäulen auf. Am Haus ist eine Gedenktafel für die Orthopäden Adolf Lorenz und Albert Lorenz angebracht, im Haus befindet sich ein Gedenkraum.

### Nr. 22
Das Gebäude liegt an der Ecke zur Liebiggasse 5, stammt von Emanuel Trojan von Bylanow (1882/83) und beherbergte ehemals das k.k. Ackerbauministerium, heute die Fakultät für Psychologie der Universität Wien.
Nr. 23 wurde nicht vergeben, da das Haus Nr. 21 bereits am nördlichen Ende der Rathausstraße liegt.

### Nr. 24: Neues Institutsgebäude der Universität Wien
An der östlichen Ecke der Rathausstraße zur Universitätsstraße befand sich von den 1870er Jahren bis Ende der 1950er Jahre eine Schmalseite des Korpskommandogebäudes Wien. Heute steht hier das Neue Institutsgebäude der Universität Wien (NIG), erbaut 1960–1962 von Adolf Dreier und Otto Nobis. Das Haus hat an der Schmalseite keinen Eingang.